# Villa Riario Sforza (Neapel)
Die Villa Riario Sforza ist ein klassizistisches Landhaus aus dem 19. Jahrhundert im Viertel Posillipo von Neapel in der italienischen Region Kampanien. Sie liegt unterhalb der Via Posillipo.

## Geschichte
Ursprünglich entstand das Landhaus in der zweiten Hälfte des 19. Jahrhunderts als Fortsetzung der Villa Rocca Matilde. 1891 kaufte Georg Rendel das große Anwesen in Posillipo und ließ die Gebäude und den Park verschönern. Nach seinem Tod wurden die Anwesen aufgeteilt; die Villa Rocca Matilde ging an den irischen Reeder William Pierce, während die Familie Campione die Villa Riario Sforza kaufte. 1936 wurde sie Eigentum der Herzogin Riario Sforza; heute ist sie ein Mietshaus, das zwischen der Familie Matacena und den Nachkommen der Riario Sforzas aufgeteilt ist.

## Beschreibung
Die Villa zeigt sich als schönes, klassizistisches Gebäude, das zum Meer hin abfällt; sie hat eine Loggia in der Mitte und eine Durchfahrt, über die man früher zur Villa Rocca Matilde kam. Im Inneren ist eine Kapelle, die im neubyzantinischen Stil dekoriert ist, bemerkenswert.